# Tove Monni
Tove Monni is een zesvoudig Finse karatekampioene. Ze geniet echter internationale faam, omdat ze sinds 1997 getrouwd is met de bekende computerprogrammeur Linus Torvalds. De twee ontmoetten elkaar in 1990 aan de Universiteit van Helsinki.
Toen ze nog aan karate deed, legde ze zich toe op de kata, een serie dans-achtige stijlfiguren die combinaties van vechtsporttechnieken in een bepaalde volgorde oefenen.